# أدولفو سانشيز فاسكيز
أدولفو سانشيز فاسكيز (بالإسبانية: Adolfo Sánchez Vázquez) (من مواليد 17 سبتمبر 1915 - والمُتوفى في 8 يوليو 2011) هو فيلسوف مكسيكي مولود في إسبانيا، وعمل ككاتب وأستاذ بالأندلس.

## سيرته الذاتية
بعد دراسة الفلسفة في جامعة كمبلوتنسي بمدريد، هاجر فاسكيز إلى المكسيك في عام 1939 مع الآلاف من المفكرين والعلماء والفنانين الآخرين بعد هزيمة الجمهورية في الحرب الأهلية الإسبانية، والتي شارك فيها كمحرر للنشر المركزي لرابطة الاجتماعيين الجمهوريين. تم تعيين سانشيز كأستاذ متفرغ للفلسفة في الجامعة الوطنية المستقلة في المكسيك في عام 1959، ليصبح أستاذًا فخريًا للجامعة في عام 1985. كما حصل سانشيز على درجات الدكتوراه الفخرية من جامعة بويبلا المستقلة وجامعة قادش بإسبانيا.
اعتنق أدولفو الماركسية، على الرغم من كونها مذهب مُجدد وحرج وغير دغمائية. كان تفسيره الجديد للماركسية متوازيًا مع تفسير مدرسة فرانكفورت. تم نشر فلسفة براكسيس في نفس الوقت الذي كان فيه هربرت ماركوزه يكتب كتابه «رجل واحد الأبعاد». فيما يتعلق بالأخلاق، فقد عارض الأخذ بالمعايير.

## أعماله الفلسفية
- الأفكار الجمالية لماركس (1965)
- فلسفة براكسيس (1967)
- فلسفة روسو وأيديولوجية الاستقلال (1969)
- الجماليات والماركسية (1970)
- مقتطفات. نصوص جمالية ونظرية الفن (1972)
- الفن والمجتمع: مقالات في الجماليات الماركسية (1973)
- من الاشتراكية العلمية إلى الاشتراكية الطوباوية (1975).